# Stazione di Limerick Junction
La stazione di Limerick Junction è una stazione ferroviaria situata all'interno del territorio di Tipperary nella contea di South Tipperary in Irlanda, posta all'incrocio tra due linee ferroviarie statali irlandesi: la Dublino–Cork e la Limerick–Rosslare.
In origine, le linee furono costruite ed esercite da due imprese ferroviarie diverse, rispettivamente la Great Southern and Western Railway (GS&WR) e la Waterford and Limerick Railway (WLR), poi unite sotto un'unica gestione con l'assorbimento della seconda nella prima. Dal 1987, la gestione è affidata alla società statale Iarnród Éireann (IÉ).

## Storia
La stazione fu aperta il 3 luglio 1848 assieme al tronco proveniente da Ballybrophy della Dublino–Cork nel punto in cui questa linea ferroviaria veniva incrociata a raso dalla Limerick–Rosslare che a quel tempo collegava Limerick a Tipperary. Le due linee furono gestite da due società ferroviarie diverse, la GS&WR e la WLR, fino a quando quest'ultima non fu assorbita dalla prima il 1º gennaio 1901.
In seguito, la gestione dell'impianto passò alla Great Southern Railways (GSR) e nel 1945 alla Córas Iompair Éireann (CIÉ).
Nel 1967 la CIÉ modificò il piazzale binari della stazione e costruì la Direct Curve che permise ai treni della relazione Dublino Heuston–Limerick Colbert di evitare operazioni di regresso. Queste operazioni si mantengono per i treni della relazione Limerick Colbert–Waterford Plunkett–Rosslare Strand i quali necessitano di manovrare per entrare od uscire dalla stazione e di passare sull'attraversamento a raso della Limerick-Rosslare sulla Dublino-Cork.
Nel 2006 vi fu un'altra modifica del piazzale che riguardò principalmente la soppressione della banchina meridionale. Nel 2011 il precedente sistema di segnalamento semaforico è stato sostituito da quello luminoso in vigore sulle linee IÉ.

## Strutture ed impianti
È l'ultimo nodo ferroviario in Irlanda in cui due linee ferroviarie si incrociano a raso perpendicolarmente, a causa dell'originario esercizio delle stesse da parte di due società differenti.
Il fascio viaggiatori del piazzale è composto dai due binari di corsa della Dublino-Cork, i quali non sono accessibili all'utenza, e dai due binari necessari al servizio passeggeri. Questi ultimi sono accessibili ai viaggiatori da un'unica banchina, posta a settentrione del fabbricato viaggiatori. Un binario è collegato alla linea Limerick-Rosslare in direzione della stazione di Limerick Colbert, si trova sul lato posteriore della banchina ed è impiegato principalmente dai servizi diretti a Limerick Colbert o a Waterford Plunkett. L'altro binario è posto a fianco dei due binari della Dublino-Cork ed è collegato a questi e alla Limerick-Rosslare, in questo caso sempre in direzione di Limerick Colbert, ed è impiegato dagli Intercity della Dublino Heuston–Cork Kent.
Esistono altri quattro binari a servizio del vicino deposito locomotive. È presente una torre dell'acqua.

## Movimento
La stazione è servita dagli Intercity Dublino Heuston–Cork Kent, da due coppie di corse della relazione Limerick Colbert–Limerick Junction e da due coppie sulla Limerick Junction–Waterford Plunkett.
Tutti i servizi viaggiatori sono espletati da treni della IÉ.

## Servizi
- Servizi igienici
- Capolinea autolinee
- Biglietteria a sportello
- Biglietteria self-service
- Distribuzione automatica cibi e bevande